# Le Juge et l'Assassin
Le Juge et l'Assassin is een Franse film van Bertrand Tavernier die werd uitgebracht in 1976. Geïnspireerd op het leven van Joseph Vacher.

## Verhaal
Sergeant Joseph Bouvier is een heethoofd en is ook een beetje eenvoudig van geest. In 1893 wordt hij ontslagen uit het leger wegens gewelddadig gedrag. Wanneer hij thuiskomt gedraagt hij zich al even ongeduldig en agressief. Zijn verloofde weigert met hem te trouwen. Daarop schiet hij haar neer om zich vervolgens twee kogels door het hoofd te jagen. Beiden brengen het er wel levend vanaf maar dat belet niet dat hij terechtkomt in een psychiatrische kliniek. 
Wanneer hij vrijkomt is hij nog woester geworden en hij zint op wraak op de maatschappij, op al wie zijn pad zal kruisen. Hij leidt een zwerversbestaan en trekt door gans Frankrijk. Hij laat een spoor van moord en verkrachting achter. 
Rechter Emile Rousseau heeft interesse opgevat voor de zaak Bouvier. Hij ziet daarin een enige kans op promotie. Hij komt hem op het spoor en is vastbesloten de seriemoordenaar aan te houden en zijn schuld te bewijzen. 

## Rolverdeling
| Acteur               | Personage                    |
| -------------------- | ---------------------------- |
| Philippe Noiret      | rechter Rousseau             |
| Michel Galabru       | Joseph Bouvier               |
| Isabelle Huppert     | Rose                         |
| Jean-Claude Brialy   | procureur Villedieu          |
| Renée Faure          | mevrouw Rousseau             |
| Cécile Vassort       | Louise Lesueur               |
| Yves Robert          | professor Degueldre          |
| Jean-Roger Caussimon | de straatzanger              |
| Jean Bretonnière     | de gedeputeerde              |
| Monique Chaumette    | de moeder van Louise         |
| Jean-Pierre Leroux   | Radeuf                       |
| Aude Landry          | Suzanne, de zus van Rose     |
| Michel Fortin        | de chirurg van het hospitaal |
| Daniel Russo         | de bewaker                   |
| Jean-Pierre Sentier  | een journalist               |
| François Dyrek       | de vrijgelaten zwerver       |
| Christine Pascal     | een staakster                |
| Marcel Azzola        | een staker                   |
| Liza Braconnier      | de ziekenhuisnon             |
| Arlette Bonnard      | de boerin                    |
| Jean Amos            | de baas van de bewakers      |
| Jean-Claude de Goros | dokter Dutourd               |
| Yvon Lec             | de overste van de maristen   |
| Eddy Ross            | de eerste pastoor            |
| Bob Morel            | 'Anne Rouge'                 |
| Maurice Jacquemont   | de pastoor van Saint-Robert  |
| Catherine Verlor     | Francine Lesueur             |
| Jean-Marie Galey     | een journalist               |
| Gérard Jugnot        | de fotograaf                 |
| Gilles Dyrek         | Victor                       |
| Antoine Baud         | de gendarme te paard         |
| Marcel Azzola        | de accordeonist              |
| Philippe Sarde       | de pianist                   |
| Jean-Francis Gondre  | de onderofficier             |
| Richard Hendry       | de syndicalist               |
| Didier Haudepin      | een staker                   |